# 오 (성씨)
오(吳)씨는 중국과 한국의 성씨이다. 오(吳)씨의 유래는 크게 두가지 유래가 있는데 하나는 염제의 후손 강성(姜姓)계 오씨와 희성(姬姓) 오태백계 오씨로 나누어진다.  '오吳'는 '노래하다', '춤추다'의 뜻이다. '착오錯誤'에서의 '오誤'도 이런 맥락에 기반한 글자이며, 오락娛樂할 때 '오娛'의 본자이다. 오(吳: Wú) 성은 중국 《백가성 (百家姓)》 10위이다.

## 중국의 오씨
오씨의 유래는 크게 두가지 유래가 있는데 하나는 염제의 후손 강씨(姜氏)/강성(姜姓)계 오씨와 희성(姬姓) 오태백계 오씨로 나누어진다. 
첫째, 강성(姜姓)오씨(吳氏)는 오씨 기원중 가장 오래된 5,000여년의 기원을 가지고 있으며 강성(姜姓) 염제신농씨의 염제부락 후손중에 '오씨족'이 있었는데, 대대로 오산(吳山)에 살았으며, 강성 오씨족의 수령인 오권(吳權)이 득성시조가 되었다. 강성계 오씨족의 후예이자 황제헌원의 모친이 바로 강성 오씨혈족인 오추(吳樞)이다.
두번째, 희성(姬姓)으로, 강성 오씨(姜姓吳氏)의 기원보다 더 후에 나타난 기원이다. 춘추전국시대 중국 장강(양자강) 부근의 주나라 제후국이었던 오(吳) 나라에서 시작되었다. 고대 중국 양자강 부근의 주나라 일족으로 주나라의 고공단보(古公亶父), 주 태왕(周太王)의 장남인 오태백(吳太伯)을 시조로 하여 희성(姬姓)에서 나왔다. 제후국 오(吳)나라는 태백을 초기 군주로 시작하여 하대 자손인 부차왕의 손자인 루양부터 주나라 천자로부터 오(吳)씨 성을 하사받아 오씨가 되었으며, 비로소 오(吳) 나라의 왕으로 되었다.
참고로, 중국역사를 보면 1990년대 경까지 중국인들은 황제헌원만을 중국인의 시조로 생각하여 중국성씨 대다수를 황제헌원(희성)에서 나온 유래로 보는 경우가 많았으나 
이후, 염제신농씨까지 중국인의 시조로 추가하게 되었다. (염황자손이라고 함.) 그러한 연유로 훨씬 더 오래된 기원이 있는 강성계 성씨기원들은 뒤로 밀려나게 되었다. 
오씨의 경우에도 염제신농의 강성 오씨의 역사가 더 오래되었으나 염제의 존재는 무시한체 희성 위주로 성씨 기원을  쓰다보니 강성계 오씨의 기원이 많이 알려지지 않게 된 것이다. 
오(吳, Wú) 성은 중국 국가 통계국의 2010년 제6차 전국인구조사(第六次全國人口普查)에서 약 2,460만 명으로 조사되었다. 중국 성씨 인구 순위 10위이며, 중국 인구의 2.05%를 차지한다. 오국왕실적지계(吳國王室的支系)로서 중국 강남(江南)의 대성이다.

## 한국의 오씨
오씨는 동국만성보에 의하면 20여 본이 있다고 한다. 오씨는 조선시대 문과 급제자 219명, 상신 4명, 대제학 3명, 개국공신 2명, 공신 8명, 청백리 3명을 배출하였다.
오씨는 2015년 대한민국 통계청 인구주택총조사에서 763,281명으로 조사되어, 한국의 성씨 인구 순위 12위이다.
유래가 밝혀진 가문들은 다음과 같다.
| 본관                 | 인구      |
| -------------------- | --------- |
| 해주 오씨(海州 吳氏) | 462,704명 |
| 동복 오씨(同福 吳氏) | 72,394명  |
| 보성 오씨(寶城 吳氏) | 71,162명  |
| 함양 오씨(咸陽 吳氏) | 35,846명  |
| 군위 오씨(軍威 吳氏) | 26,949명  |
| 고창 오씨(高敞 吳氏) | 18,856명  |
| 나주 오씨(羅州 吳氏) | 18,152명  |
| 낙안 오씨(樂安 吳氏) | 11,562명  |
| 장흥 오씨(長興 吳氏) | 4,132명   |
| 화순 오씨(和順 吳氏) | 3,952명   |
| 함평 오씨(咸平 吳氏) | 3,164명   |
| 울산 오씨(蔚山 吳氏) | 3,015명   |
| 흥양 오씨(興陽 吳氏) | 2,805명   |
| 평해 오씨(平海 吳氏) | 1,816명   |
| 연일 오씨(延日 吳氏) | 352명     |
| 영원 오씨(寧遠 吳氏) | 80명      |

### 해주 오씨 경파
해주 오씨(海州 吳氏) 시조 오인유(吳仁裕)는 중국 송(宋)나라의 대학사(大學士)로 984년(성종 3년) 고려에 귀화하여 검교군기감(檢校軍器監)을 지내고 해주(海州)에 정착하였다(일명 '오인유 동도설'의 서지학적 근거 자료는 해주 오씨 족보에 수록된 문양공지석문이다. 그러나 많은 연구자들이 문양공지석문의 신빙성에 의문을 제기하고 있다.)  
오인유의 14세손 오윤겸(吳允謙)이 조선 인조조에 영의정에 올랐고, 오윤겸의 현손 오명항(吳命恒)은 해은부원군(海恩府院君)으로 우의정에 이르렀다. 

### 향파
태백왕의 25세손인 초나라 재상 오기(吳起)의 45세손인 오첨(吳瞻)이 500년(지증왕 1)에 중국에서 신라로 입국했다가 다시 중국으로 돌아갔다. 오첨(吳瞻)은 왕명으로 김종지(金宗之)의 딸을 아내로 맞이하여 함양에서 2남 1녀를 두고 22년을 살다가 521년 다시 중국으로 들어갔는데 둘째 아들 오응(吳膺)은 나이가 어려 중국으로 귀환하지 못하고 그대로 신라에 남아 함양에서 살게 되었다.

## 같이 보기
- 한국의 성씨 목록